# Hôn nhân cùng giới ở Connecticut
Hôn nhân cùng giới được công nhận hợp pháp tại tiểu bang Connecticut của Hoa Kỳ kể từ ngày 12 tháng 11 năm 2008, theo quyết định của tòa án tiểu bang cho thấy kết hợp dân sự của tiểu bang đã không cung cấp các cặp vợ chồng cùng giới với quyền và đặc quyền tương đương với hôn nhân. Connecticut là tiểu bang thứ hai làm như vậy sau Massachusetts.